# Xing Bing
Xing Bing (chinesisch 邢昺, Pinyin Xíng Bǐng, W.-G. Hsing Ping; geboren 932; gestorben 1010), zi: Shuming 叔明, war ein konfuzianischer Gelehrter und Kommentator aus der Zeit der Nördlichen Song-Dynastie.

## Leben und Werk
Xing stammte aus Jiyin 濟陰 in der Präfektur Caozhou 曹州 (heute Kreis Cao (‚Caoxian‘), Provinz Shandong). Er war sehr versiert in den klassischen Schriften.
Er ist Verfasser von Kommentaren zu den Werken Lunyu 论语, Xiaojing 孝经 und Erya 尔雅, die unter anderem auch für die Erstellung des Hanyu da zidian (HYDZD) herangezogen.
Sein Subkommentar (shu) zu den Gesprächen des Konfuzius (Lunyu) diskutiert Probleme von Geist, Natur, Prinzip und Mandat des Himmels. Xing behauptete, dass der Himmel weder Geist noch ein Mandat habe, was die Vorstellung des personifizierten Himmels negierte.

## Werke
- Lunyu shu 论语疏 (Shisanjing zhushu)
- Xiaojing zhushu 孝经注疏 (Shisanjing zhushu)
- Erya shu 尔雅疏 (Shisanjing zhushu)